# Démographie de Bazoches-les-Gallerandes
La démographie de Bazoches-les-Gallerandes, commune rurale du département du Loiret, en région Centre-Val de Loire, est caractérisée par une densité faible et une population en croissance depuis 1968.
En 2014, Bazoches-les-Gallerandes comptait 1 503  habitants, soit une évolution de 3.9 % par rapport à 2006. La population est plus jeune que celle de la France métropolitaine.
L'évolution démographique, les indicateurs démographiques, la pyramide des âges, l'état matrimonial, les caractéristiques de l'emploi et le niveau de formation sont détaillés ci-après.

## Évolution démographique
L'évolution du nombre d'habitants est connue à travers les recensements de la population effectués périodiquement dans la commune depuis 1793. 
Après avoir présenté un maximum en 1861 avec 1 245 habitants, la population de la commune diminue jusqu'en 1962 avec un minimum à 768 habitants puis croît ensuite à nouveau modérément.
Une réforme du mode de recensement permet à l'Insee de publier les populations légales des communes annuellement à partir de 2006. Pour les communes de moins de 10 000 habitants, les recensements ont lieu tous les cinq ans, les populations légales intermédiaires sont quant à elles estimées par calcul. Le premier recensement exhaustif de la commune entrant dans le cadre de ce nouveau dispositif a eu lieu en 2006.
En 2014, Bazoches-les-Gallerandes comptait 1 503  habitants, soit une évolution de 3.9 % par rapport à 2006.
| 1793  | 1800  | 1806  | 1821  | 1831  | 1836  | 1841  | 1846  | 1851  |
| ----- | ----- | ----- | ----- | ----- | ----- | ----- | ----- | ----- |
| 1 006 | 1 046 | 1 059 | 1 061 | 1 107 | 1 101 | 1 135 | 1 153 | 1 178 |

| 1856  | 1861  | 1866  | 1872  | 1876  | 1881  | 1886  | 1891  | 1896  |
| ----- | ----- | ----- | ----- | ----- | ----- | ----- | ----- | ----- |
| 1 239 | 1 245 | 1 238 | 1 244 | 1 227 | 1 176 | 1 163 | 1 192 | 1 123 |

| 1901  | 1906  | 1911  | 1921 | 1926 | 1931 | 1936 | 1946 | 1954 |
| ----- | ----- | ----- | ---- | ---- | ---- | ---- | ---- | ---- |
| 1 108 | 1 077 | 1 008 | 944  | 934  | 961  | 909  | 946  | 807  |

| 1962 | 1968 | 1975  | 1982  | 1990  | 1999  | 2006  | 2011  | 2014  |
| ---- | ---- | ----- | ----- | ----- | ----- | ----- | ----- | ----- |
| 768  | 829  | 1 216 | 1 325 | 1 326 | 1 348 | 1 446 | 1 460 | 1 503 |

## Indicateurs démographiques

### Densité
La densité de population  de Bazoches-les-Gallerandes, mesurant le nombre de personnes par unité de surface, est passée de 28,9 habitants/km2 en 1968 à 39,3 en 2009. Elle est, en 2009, 2,5 fois plus faible que la densité moyenne du département du Loiret (96,5), 1,6 fois plus faible que celle de la région Centre (64,8) et 2,9 fois que celle de la France métropolitaine (114,8).
Cet indicateur situe la commune au 165e rang au niveau départemental (sur 334 communes) et au 18 145e au niveau national (France métropolitaine), sur 36 575 communes.
|                           | Bazoches-les-Gallerandes | Bazoches-les-Gallerandes | Bazoches-les-Gallerandes | Bazoches-les-Gallerandes | Bazoches-les-Gallerandes | Bazoches-les-Gallerandes | Loiret  | Centre    | France     |
|                           | 1968                     | 1975                     | 1982                     | 1990                     | 1999                     | 2009                     | 2009    | 2009      | 2009       |
| ------------------------- | ------------------------ | ------------------------ | ------------------------ | ------------------------ | ------------------------ | ------------------------ | ------- | --------- | ---------- |
| Population                | 1 063                    | 1 216                    | 1 325                    | 1 326                    | 1 348                    | 1 443                    | 653 510 | 2 538 590 | 62 465 709 |
| Densité moyenne (hab/km²) | 28,9                     | 33,1                     | 36,1                     | 36,1                     | 36,7                     | 39,3                     | 96,5    | 64,8      | 114,8      |

### Soldes naturels et migratoires
La variation moyenne annuelle de la population s'est relativement tassée depuis les années 1970. De 1,9 % sur la période 1968-1975, elle est passée à 0,7 % sur la période 1999-2009, quand celle du département du Loiret a baissé de 1,9 % à 0,6 %. Le solde naturel annuel, qui est la différence entre  le nombre de naissances et le nombre de décès enregistrés au cours d'une même année, reste relativement stable, puisque la variation annuelle due au solde naturel passe de 0,5 à 0,5. La baisse du taux de natalité, qui passe de 16,3 % à 12,8 %, est en fait relativement compensée par la baisse du taux de mortalité, qui parallèlement passe de 10,9 à 8,6.
Le flux migratoire connaît un recul, le taux annuel passant de 1,4 à 0,2 %, traduisant une baisse des implantations nouvelles dans la commune.
Le taux de natalité est passé de 16,3 ‰ sur la période 1968-1975 à 12,8 ‰  sur la période 1999-2009.  Celui du département était sur la période 1999-2009 de 13,1 ‰ et celui de la France métropolitaine de 12,8 ‰.
Le taux de mortalité est quant à lui passé de 11,2 ‰ sur la période 1968-1975 à 7,8 ‰ sur la période 1999-2009. Celui du département était sur cette dernière période de 8,5 ‰ et celui de la France de 8,8 ‰.
Evolution sur la période 1968-2009
|             |                                                    | 1968 à 1975 | 1975 à 1982 | 1982 à 1990 | 1990 à 1999 | 1999 à 2009 |
| ----------- | -------------------------------------------------- | ----------- | ----------- | ----------- | ----------- | ----------- |
| Commune     | Variation annuelle moyenne de la population (en %) | 1,9         | 1,2         | 0           | 0,2         | 0,7         |
| Commune     | - due au solde naturel (en %)                      | 0,5         | 0,1         | -0,1        | 0,4         | 0,5         |
| Commune     | - due au solde apparent des entrées sorties (en %) | 1,4         | 1,1         | 0,1         | -0,2        | 0,2         |
| Commune     | Taux de natalité (en ‰)                            | 16,3        | 14,8        | 10          | 13          | 12,8        |
| Commune     | Taux de mortalité (en ‰)                           | 11,2        | 13,5        | 10,9        | 9,3         | 7,8         |
| Département | Variation annuelle moyenne de la population (en %) | 1,9         | 1,3         | 1           | 0,7         | 0,6         |
| France      | Variation annuelle moyenne de la population (en %) | 0,8         | 0,5         | 0,5         | 0,4         | 0,7         |

Mouvements naturels sur la période 1999-2009

## Âge de la population

### Indice de jeunesse
La population de Bazoches-les-Gallerandes présente en 2009 une structure par grands groupes d'âge légèrement plus jeune que celle de la France métropolitaine. Il existe en effet cent vingt-trois jeunes de moins de 20 ans pour cent personnes de plus de 60 ans, alors que pour la France l'indice de jeunesse, qui est égal à la division de la part des moins de 20 ans par la part des plus de 60 ans, est de 1,06. L'indice de jeunesse de la commune est également supérieur à celui  du département (1,1) et à celui de la région (0,95).
La population a vieilli entre 1999 et 2009, le taux des personnes de 60 ans et plus passant de 20 à 24 %, à l'instar des populations du département et de la France qui sont aussi passées respectivement de 20 à 23 % pour le Département et de 20 à 23 % pour la France métropolitaine. 
|                    | Bazoches-les-Gallerandes | Loiret | Centre | France |
| ------------------ | ------------------------ | ------ | ------ | ------ |
| Ensemble           | 100                      | 100    | 100    | 100    |
| moins de 20 ans    | 28,4                     | 24,7   | 23,4   | 23,8   |
| de 20 à 59 ans     | 27,7                     | 52,7   | 51,9   | 53,6   |
| 60 ans ou plus     | 23,2                     | 22,5   | 24,7   | 22,6   |
| Indice de jeunesse | 1,23                     | 1,1    | 0,95   | 1,06   |

|                | Bazoches-les-Gallerandes | Bazoches-les-Gallerandes | Bazoches-les-Gallerandes | Bazoches-les-Gallerandes | Loiret | Loiret | France | France |
|                | 2009                     | 2009                     | 1999                     | 1999                     | 2009   | 1999   | 2009   | 1999   |
| -------------- | ------------------------ | ------------------------ | ------------------------ | ------------------------ | ------ | ------ | ------ | ------ |
|                | nb                       | %                        | nb                       | %                        | %      | %      | %      | %      |
| Ensemble       | 1443                     | 100                      | 1348                     | 100                      | 100    | 100    | 100    | 100    |
| 0-14 ans       | 330                      | 23                       | 277                      | 21                       | 19     | 20     | 18     | 19     |
| 15-29 ans      | 199                      | 14                       | 251                      | 19                       | 18     | 20     | 19     | 20     |
| 30-44 ans      | 310                      | 22                       | 280                      | 21                       | 20     | 22     | 20     | 22     |
| 45-59 ans      | 270                      | 19                       | 262                      | 19                       | 20     | 18     | 20     | 18     |
| 60-74 ans      | 211                      | 15                       | 181                      | 13                       | 14     | 13     | 14     | 13     |
| 75 ans ou plus | 124                      | 9                        | 97                       | 7                        | 9      | 7      | 9      | 7      |

 1999  2009

### Pyramide des âges
La pyramide des âges, à savoir la répartition par sexe et âge de la population, de la commune de Bazoches-les-Gallerandes en 2009 ainsi que, comparativement, celle du département du Loiret la même année, sont représentées avec les graphiques ci-dessous.
La population de la commune comporte 50,9 % d'hommes et 49,1 % de femmes. La tranche pour laquelle le déséquilibre est le plus prononcé en faveur des femmes est la tranche 75-90 ans (+23,7 % de femmes).
| Hommes | Classe d’âge | Femmes |
| ------ | ------------ | ------ |
| 0,5    | 90 ans ou +  | 0,4    |
| 6,1    | 75 à 89 ans  | 10,2   |
| 15,2   | 60 à 74 ans  | 13,9   |
| 17,8   | 45 à 59 ans  | 19,7   |
| 20,1   | 30 à 44 ans  | 23,0   |
| 15,6   | 15 à 29 ans  | 11,9   |
| 24,8   | 0 à 14 ans   | 20,9   |

| Hommes | Classe d’âge | Femmes |
| ------ | ------------ | ------ |
| 0,4    | 90 ans ou +  | 1,1    |
| 6,6    | 75 à 89 ans  | 9,5    |
| 13,4   | 60 à 74 ans  | 13,9   |
| 20,1   | 45 à 59 ans  | 20,0   |
| 20,3   | 30 à 44 ans  | 19,5   |
| 19,3   | 15 à 29 ans  | 17,7   |
| 19,9   | 0 à 14 ans   | 18,2   |

## État matrimonial
En 2009, la commune comptait 29,8 % de célibataires, 57,2 % de personnes mariées, 7,4 % de veufs ou veuves et 5,7 % de divorcé(e)s. Le taux de personnes mariées apparaît ainsi très supérieur à celui du département (49,8 %) mais aussi de la France (47,5 %).
|               | Bazoches-les-Gallerandes | Bazoches-les-Gallerandes | Bazoches-les-Gallerandes | Loiret | France |
| ------------- | ------------------------ | ------------------------ | ------------------------ | ------ | ------ |
|               | Hommes                   | Femmes                   | Total                    | Total  | Total  |
| Célibataires  | 34,6 %                   | 25 %                     | 29,8 %                   | 35,6 % | 37,5 % |
| Marié(e)s     | 56,3 %                   | 58 %                     | 57,2 %                   | 49,8 % | 47,5 % |
| Veufs, veuves | 3,1 %                    | 11,6 %                   | 7,4 %                    | 7,6 %  | 7,7 %  |
| Divorcé(e)s   | 6,2 %                    | 5,4 %                    | 5,7 %                    | 7 %    | 7,4 %  |

## Emploi
En 2009, les ouvriers représentaient, avec 269 emplois, la catégorie socioprofessionnelle la plus importante de la population active de la commune (24,5 % contre 17,3 au niveau départemental). En 1999, ils étaient 256 et représentaient 24,1 % de la population active.
La commune comptait par ailleurs, en 2009, 293 retraités, soit 26,6 % de la population de la commune et 0,7 % de moins que le taux départemental. Cet écart s'est toutefois réduit par rapport à celui de 1999 puisqu'il était alors de 0,9 %.
|                                                   | Bazoches-les-Gallerandes | Bazoches-les-Gallerandes | Bazoches-les-Gallerandes | Bazoches-les-Gallerandes | Loiret | Loiret | France | France |
| ------------------------------------------------- | ------------------------ | ------------------------ | ------------------------ | ------------------------ | ------ | ------ | ------ | ------ |
| 2009                                              | 2009                     | 1999                     | 1999                     | 2009                     | 1999   | 2009   | 1999   |        |
| nb                                                | %                        | nb                       | %                        | %                        | %      | %      | %      |        |
| Ensemble                                          | 1 099                    | 100                      | 1 064                    | 100                      | 100    | 100    | 100    | 100    |
| Agriculteurs exploitants                          | 28                       | 2,5                      | 48                       | 4,5                      | 0,8    | 1,1    | 1      | 1,4    |
| Artisans, commerçants, chefs d'entreprise         | 75                       | 6,8                      | 40                       | 3,8                      | 2,8    | 3      | 3,3    | 3,5    |
| Cadres et professions intellectuelles supérieures | 36                       | 3,2                      | 36                       | 3,4                      | 7,9    | 6,4    | 8,7    | 6,7    |
| Professions intermédiaires                        | 123                      | 11,2                     | 88                       | 8,3                      | 14,7   | 12,8   | 13,9   | 12,1   |
| Employés                                          | 162                      | 14,7                     | 140                      | 13,2                     | 16,3   | 16,6   | 16,6   | 16,5   |
| Ouvriers                                          | 269                      | 24,5                     | 256                      | 24,1                     | 15,7   | 17,3   | 13,5   | 14,9   |
| Retraités                                         | 293                      | 26,6                     | 248                      | 23,3                     | 27,3   | 23,5   | 26,2   | 22,4   |
| Autres personnes sans activité professionnelle    | 115                      | 10,4                     | 208                      | 19,5                     | 14,5   | 19,3   | 16,9   | 22,6   |

 1999  2009

## Niveau de formation
Le taux de personnes non scolarisées sans diplôme a diminué entre 1999 (23 %) et 2009 (19,8 %). Il est supérieur à celui du Loiret (18,3 %)  et à celui de la France métropolitaine (18,3 %).
Parallèlement le taux de personnes titulaires d'un diplôme de l'enseignement supérieur long est passé de 2,5 % en 1999 à 3,5 % en 2009, un taux inférieur à celui du Loiret (10,5 %) et au taux national relatif à la France métropolitaine (12,7 %).
|                                                           | Bazoches-les-Gallerandes | Bazoches-les-Gallerandes | Bazoches-les-Gallerandes | Bazoches-les-Gallerandes | Loiret | Loiret | France | France |
| --------------------------------------------------------- | ------------------------ | ------------------------ | ------------------------ | ------------------------ | ------ | ------ | ------ | ------ |
| 2009                                                      | 2009                     | 1999                     | 1999                     | 2009                     | 1999   | 2009   | 1999   |        |
| nb                                                        | %                        | nb                       | %                        | %                        | %      | %      | %      |        |
|                                                           | 1028                     | 100                      | 958                      | 100                      | 100    | 100    | 100    | 100    |
| Aucun diplôme                                             | 204                      | 19,8 %                   | 220                      | 23 %                     | 18,3   | 19,2   | 18,3   | 20     |
| Titulaires du certificat d'études primaires               | 175                      | 17 %                     | 239                      | 24,9 %                   | 12,4   | 19     | 11,1   | 17,6   |
| Titulaires du BEPC, brevet des collèges                   | 67                       | 6,5 %                    | 72                       | 7,5 %                    | 6,1    | 7,7    | 6,3    | 8,1    |
| Titulaires d'un CAP ou d'un BEP                           | 304                      | 29,6 %                   | 275                      | 28,7 %                   | 26,1   | 26,9   | 24     | 25     |
| Titulaires d'un baccalauréat ou d'un brevet professionnel | 140                      | 13,7 %                   | 73                       | 7,6 %                    | 15     | 11,4   | 15,9   | 12,1   |
| Titulaires d'un diplôme de l'enseignement supérieur court | 102                      | 9,9 %                    | 55                       | 5,7 %                    | 11,6   | 8,2    | 11,8   | 8,5    |
| Titulaires d'un diplôme de l'enseignement supérieur long  | 36                       | 3,5 %                    | 24                       | 2,5 %                    | 10,5   | 7,6    | 12,7   | 8,8    |

 1999  2009